# Pheidole carapuna
Pheidole carapuna är en myrart som beskrevs av Mann 1916. Pheidole carapuna ingår i släktet Pheidole och familjen myror.

## Underarter
Arten delas in i följande underarter:
- P. c. carapuna
- P. c. chaquimayensis